# Bahr el-Ghebel
Le  Bahr el-Jabal ou Bahr el-Ghebel, ou en arabe  بحر الجبل  (la rivière de la montagne), est une section du Nil qui traverse du sud au nord le territoire de la république du Soudan du Sud entre la ville de Nimule et le lac No.

## Géographie
Entre le Lac Victoria et le Lac Albert, le cours d'eau est désigné sous le nom de Nil Victoria. À la sortie du Lac Albert, il est nommé Nil Albert. À la frontière sud-soudanaise, il devient le Bahr el-Jabal. À partir de la ville de Bor ses eaux se jettent dans le grand marais du Sudd où 53 % de l'eau s'évapore à cause de la chaleur torride. Après avoir quitté le Sudd, le Bahr el-Jabal rencontre la rivière Bahr el Ghazal dans le Lac No, À la sortie du lac, les deux rivières forment le Nil Blanc.
Le Bahr el-Jabal est une section du Nil navigable toute l'année entre les villes de Djouba et de Malakal. Mais le transport fluvial rencontre des retardements lorsque les hélices des moteurs s'encombrent dans les roseaux et les jacinthes d'eau charriés par le courant.